# Relais 4 × 400 mètres masculin aux championnats du monde d'athlétisme 2022
Pour des articles plus généraux, voir Championnats du monde d'athlétisme 2022 et Relais 4 × 400 mètres aux championnats du monde d'athlétisme.
Navigation
Doha 2019 Budapest 2023
L'épreuve du relais 4 × 400 mètres masculin des championnats du monde de 2022 se déroule les 23 et 24 juillet 2022 au sein du stade Hayward Field à Eugene, aux États-Unis.

## Engagés
| - République dominicaine - États-Unis - Allemagne - Botswana - Inde - Italie - France - Belgique | - Colombie - Pays-Bas - Pologne - Afrique du Sud - Tchéquie - Trinité-et-Tobago - Japon - Jamaïque |

## Résultats

### Finale
| Rang               | Couloir | Pays              | Athlètes                                                                    | Temps   | Notes |
| ------------------ | ------- | ----------------- | --------------------------------------------------------------------------- | ------- | ----- |
| Médaille d'or      | 6       | États-Unis        | Elija Godwin, Michael Norman, Bryce Deadmon, Champion Allison               | 2:56.17 | WL    |
| Médaille d'argent  | 8       | Jamaïque          | Akeem Bloomfield, Nathon Allen, Jevaughn Powell, Christopher Taylor         | 2:58.58 | SB    |
| Médaille de bronze | 5       | Belgique          | Dylan Borlée, Julien Watrin, Alexander Doom, Kévin Borlée                   | 2:58.72 | SB    |
| 4                  | 3       | Japon             | Fuga Sato, Kaito Kawabata, Julian Jrummi Walsh, Yuki Joseph Nakajima        | 2:59.51 | AR    |
| 5                  | 9       | Trinité-et-Tobago | Dwight St. Hillaire, Jareem Richards, Shakeem Mc Kay, Asa Guevara           | 3:00.03 | SB    |
| 6                  | 1       | Botswana          | Zibane Ngozi, Leungo Scotch, Isaac Makwala, Bayapo Ndori,                   | 3:00.14 | PB    |
| 7                  | 2       | France            | Thomas Jordier, Loïc Prévot, Simon Boypa, Téo Andant                        | 3:01.35 | SB    |
| 8                  | 4       | Tchéquie          | Matěj Krsek, Pavel Maslák, Michel Desenský, Patrik Šorm                     | 3:01.63 | NR    |
| 9                  | 7       | Pologne           | Maksymilian Klepacki, Karol Zalewski, Mateusz Rzeźniczak, Kajetan Duszyński | 3:02.51 | SB    |

### Séries
Les 3 premiers de chaque série (Q) aet les 2 meilleurs temps (q) se qualifient pour la finale,
| Rang | Série | Couloir | Pays                   | Athlètes                                                                          | Temps   | Notes |
| ---- | ----- | ------- | ---------------------- | --------------------------------------------------------------------------------- | ------- | ----- |
| 1    | 1     | 6       | États-Unis             | Elija Godwin, Vernon Norwood, Bryce Deadmon, Trevor Bassitt                       | 2:58.56 | Q, SB |
| 2    | 1     | 5       | Japon                  | Fuga Sato, Kaito Kawabata, Julian Jrummi Walsh, Yuki Joseph Nakajima              | 3:01.53 | Q, SB |
| 3    | 1     | 3       | Jamaïque               | Akeem Bloomfield, Jevaughn Powell, Karayme Bartley, Anthony Cox                   | 3:01.59 | Q, SB |
| 4    | 2     | 4       | Belgique               | Julien Watrin, Dylan Borlée, Jonathan Sacoor, Kévin Borlée                        | 3:01.96 | Q, SB |
| 5    | 2     | 5       | Tchéquie               | Matěj Krsek, Pavel Maslák, Michel Desenský, Patrik Šorm                           | 3:02.42 | Q, NR |
| 6    | 2     | 1       | Pologne                | Maksymilian Klepacki, Karol Zalewski, Mateusz Rzeźniczak, Kajetan Duszyński       | 3:02.51 | Q, SB |
| 7    | 1     | 2       | Trinité-et-Tobago      | Dwight St. Hillaire, Jareem Richards, Asa Guevara, Kashief King                   | 3:02.75 | q, SB |
| 8    | 2     | 8       | France                 | Thomas Jordier, Loïc Prévot, Simon Boypa, Téo Andant                              | 3:03.13 | q, SB |
| 9    | 1     | 7       | Pays-Bas               | Isayah Boers, Terrence Agard, Nick Smidt, Ramsey Angela                           | 3:03.14 | SB    |
| 10   | 2     | 3       | Italie                 | Lorenzo Benati, Vladimir Aceti, Brayan Lopez, Edoardo Scotti                      | 3:03.43 | SB    |
| 11   | 2     | 6       | Allemagne              | Marvin Schlegel, Manuel Sanders, Marc Koch, Patrick Schneider                     | 3:04.21 |       |
| 12   | 1     | 8       | Inde                   | Muhammed Anas Yahiya, Muhammed Ajmal Variyathodi, Naganathan Pandi, Rajesh Ramesh | 3:07.29 |       |
| 13   | 2     | 7       | Botswana               | Isaac Makwala, Zibane Ngozi, Keitumentse Maitseo, Leungo Scotch                   | 3:07.32 | qR    |
|      | 1     | 4       | Afrique du Sud         |                                                                                   | DNS     |       |
|      | 2     | 2       | République dominicaine |                                                                                   | DNS     |       |

## Légende
Records et Performances
- AR : Record continental (area record)
- CR : Record des championnats (championship record)
- MR : Record du meeting (meet record)
- NR : Record national (national record)
- OR : Record olympique (olympic record)
- PR : Record paralympique (paralympic record)
- PB : Record personnel (personal best)
- SB : Meilleure performance personnelle de la saison (season's best)
- WL : Meilleure performance mondiale de l'année (world leader)
- WJR : Record du monde junior (world junior record)
- WR : Record du monde (world record)

Circonstances et Conditions
- DNF : N'a pas terminé (did not finish)
- DNS : N'a pas pris le départ (did not start)
- DQ : Disqualification (disqualification)
- NM : Aucun essai valable enregistré (No Mark)
- Q : Qualifié « directement » au prochain tour (ou à la prochaine compétition), lors d'une compétition majeure, grâce au classement ou à la réalisation des minima (automatic qualifier)
- q : Qualifié au prochain tour (ou à la prochaine compétition), lors d'une compétition majeure, grâce au repêchage ou à la réalisation de l'une des meilleures performances parmi celles des « non qualifiés directement » (grâce au meilleur temps ou à la meilleure distance par exemple) (secondary qualifier)